# داني براون (كاتب)
داني براون (بالإنجليزية: Danny Brown) (و. 1981  م) هو كاتب أغاني، ومغني راب، ومغني أمريكي، ولد في ديترويت، بدأ مشواره المهني سنة 2003.

## وصلات خارجية
- داني براون على موقع IMDb (الإنجليزية)
- داني براون على موقع ميوزك برينز (الإنجليزية)
- داني براون على موقع ميوزك برينز (الإنجليزية)
- داني براون على موقع رولينغ ستون (الإنجليزية)
- داني براون على موقع أول ميوزيك (الإنجليزية)
- داني براون على موقع ديسكوغز (الإنجليزية)
- داني براون على موقع ديسكوغز (الإنجليزية)

- داني براون في قاعدة بيانات الأفلام على الإنترنت